# Río Churchill
El río Churchill (en inglés: Churchill River; en francés: Rivière Churchill) es un importante río de Canadá que discurre en dirección este por la parte central del país hasta desaguar en la bahía de Hudson, cruzando las provincias de Alberta, Saskatchewan y Manitoba. Desde la cabecera del lago Churchill tiene 1609 km de longitud. Fue nombrado en reconocimiento de John Churchill, I duque de Marlborough y gobernador de la Hudson's Bay Company (1685-1691). El nombre en idioma cree del río es Missinipi, que significa «grandes aguas».
Localizado casi en su totalidad en la región del Escudo Canadiense, sus fuentes son una serie de lagos localizados en el centro-este de la provincia de Alberta que desembocan en una serie de lagos en Saskatchewan (el lago Churchill (552 km²) y el lago Peter Pond) y Manitoba. El principal afluente, el río Beaver, se une en Lac Île-à-la-Crosse. Nistowiak Falls —las cataratas más altas de Saskatchewan— están en el río Rapid (de 491 km), que fluye hacia el norte, saliendo desde el lago La Ronge (1413 km²) en el lago Nistowiak, en el Churchill, justo al norte de La Ronge (2743 hab. en 2011).
Una gran cantidad de caudal del río Churchill después de la frontera entre Manitoba–Saskatchewan se desvía desde l río Reindeer, que fluye desde el lago Wollaston y lago Reindeer. El caudadl del lago Reindeer está regulado por la presa Whitesand. A partir de ahí, el río Churchill fluye hacia el este a través de una serie de lagos (Highrock, Granville, Southern Indian y Gauer), luego fluye a través de un desvío para la generación hidroeléctrica en el río Nelson (60% del caudal), y el resto fluye como río Churchill en la bahía de Hudson en Churchill, Manitoba.
El río Churchill formó una parte importante de la «carretera de los voyageur» entre el siglo XVIII hasta el XX, después de que el pueblo dene mostrase a Peter Pond el portaje Methye que conecta la cuenca de la bahía de Hudson con los ríos Clearwater – Athabasca – Mackenzie que fluye hacia el océano Ártico. (Ver: Primeras rutas canadienses en canoa).

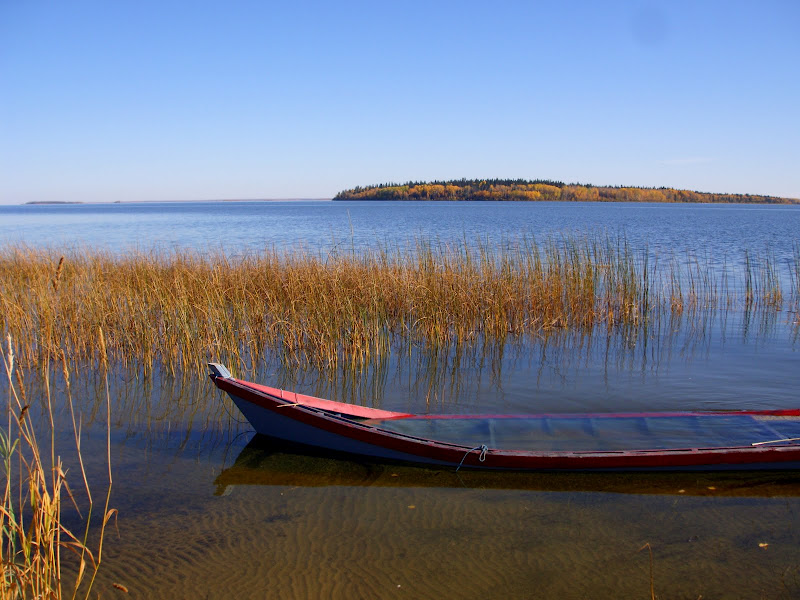
El lago Churchill visto desde Buffalo Narrows

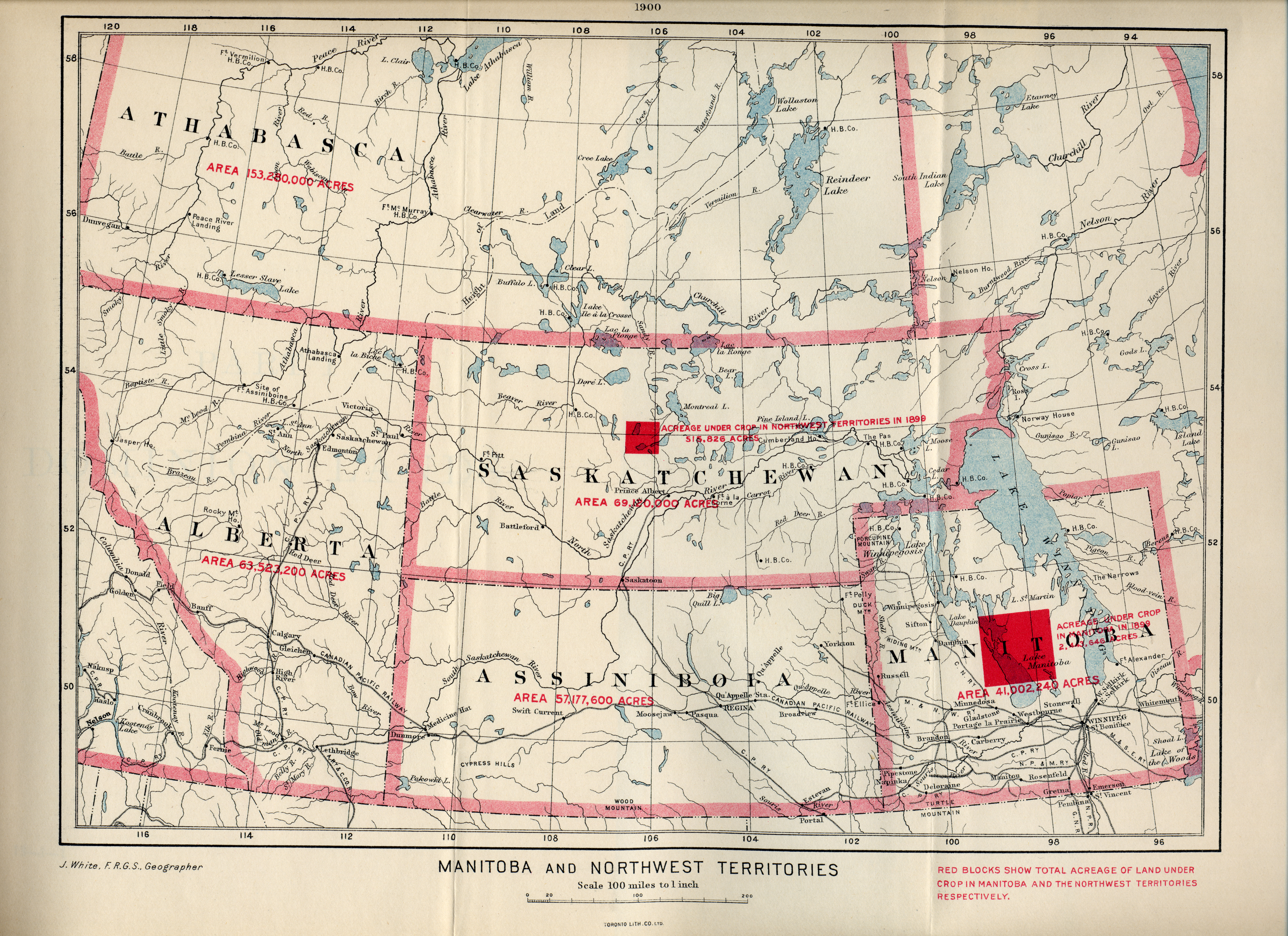
Mapa de 1900.

## Especies piscícolas
El río Churchill es también hogar de bastantes especies de peces, como walleye, sauger, perca amarilla, northern pike, trucha de lago, pescado blanco del lago, cisco, lechón blanco, shorthead redhorse, longnose sucker, esturión de lago y burbot.